# مخطميات
المخطميات (الاسم العلمي: Rhynchonellida) هي رتبة من عضديات الأرجل تتبع طائفة المخطمانية.

## التصنيف
- فوق فصيلة †المخطمينات
  - فصيلة †المخطمات
    - أسرة †المخطماوات
      - جنس †المخطمة